# Nesaphrestes
Nesaphrestes är ett släkte av insekter. Nesaphrestes ingår i familjen spottstritar.
Kladogram enligt Catalogue of Life:
| Nesaphrestes | \| \| Nesaphrestes dreptias \| \| \| \| \| \| Nesaphrestes ptysmatophilus \| \| \| \| |
|              | \| \| Nesaphrestes dreptias \| \| \| \| \| \| Nesaphrestes ptysmatophilus \| \| \| \| |
|              | Nesaphrestes dreptias                                                                 |
|              |                                                                                       |
|              | Nesaphrestes ptysmatophilus                                                           |
|              |                                                                                       |